# Gagat

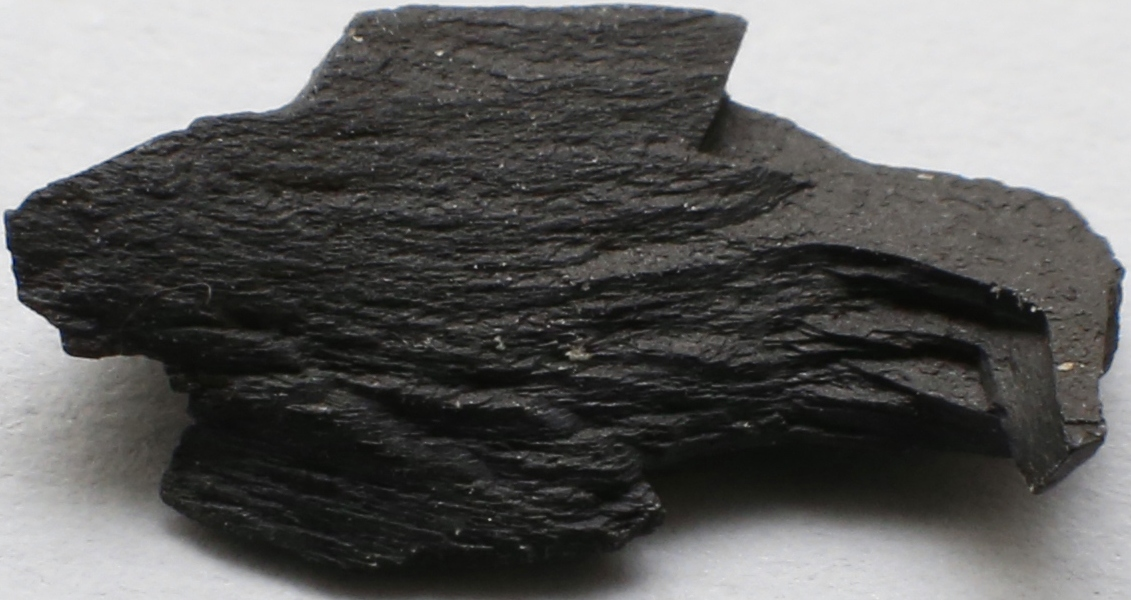
Gagat

Gagat (ang. jet, dżet) – bitumiczna odmiana węgla brunatnego o zbitej, jednorodnej budowie.
Nazwa pochodzi od rzymskiej nazwy miasta i rzeki Gagas w starożytnej Licji (Likii) w Azji Mniejszej (dzisiejsza Turcja), gdzie po raz pierwszy znaleziono gagat (gr. lithos gagates = kamień z Gagas).

## Właściwości
- układ krystalograficzny – amorficzny (bezpostaciowy)
- barwa – czarny, brunatny
- rysa – czarnobrunatna
- połysk – matowy; szklisty po oszlifowaniu
- twardość w skali Mohsa – 3-4
- gęstość – 1,30-1,35 g/cm³
- łupliwość – brak
- przełam – muszlowy  Często zawiera domieszki takie jak: żelazo, siarka, chlor, glin, miedź, nikiel, potas, sód.

Jest substancją miękką, strugalną, kruchą, nieprzezroczystą o głębokiej czarnej barwie, lekką. Czasami wykazuje wyraźną podzielność, zgodną z pierwotną orientacja słojów drewna.
Gagat jest łatwopalny, przy spalaniu wydziela charakterystyczny zapach. Podobnie jak bursztyn wykazuje właściwości elektrostatyczne, dlatego często nazywa się go „czarnym bursztynem”.

## Występowanie
Gagat powstał z uwęglenia drzew z rodziny araukarii, które powszechnie rosły w Europie przed 180 milionami lat (w jurze). Powstał w środowisku wodnym, bez dostępu tlenu. Ostatecznie ukształtował się pod ciśnieniem warstw skalnych.
W postaci niewielkich węglistych wkładek występuje w skałach osadowych.
Miejsca występowania:
Występuje w Wielkiej Brytanii – hrabstwo Yorkshire, okolice Whitby, USA – Wayne w Utah, Francji – Sainte- Colombesur- l’Hers w Aude, Niemczech. Także w Kanadzie, Turcji, Indiach, Chinach, Portugalii oraz Gruzji w regionie Tkibuli.
W Polsce (rezerwat przyrody Gagaty Sołtykowskie), spotykany w osadach jurajskich k. Odrowąża i w rejonie świętokrzyskim między Ostrowcem Świętokrzyskim a Skarżyskiem-Kamienną.

## Zastosowanie

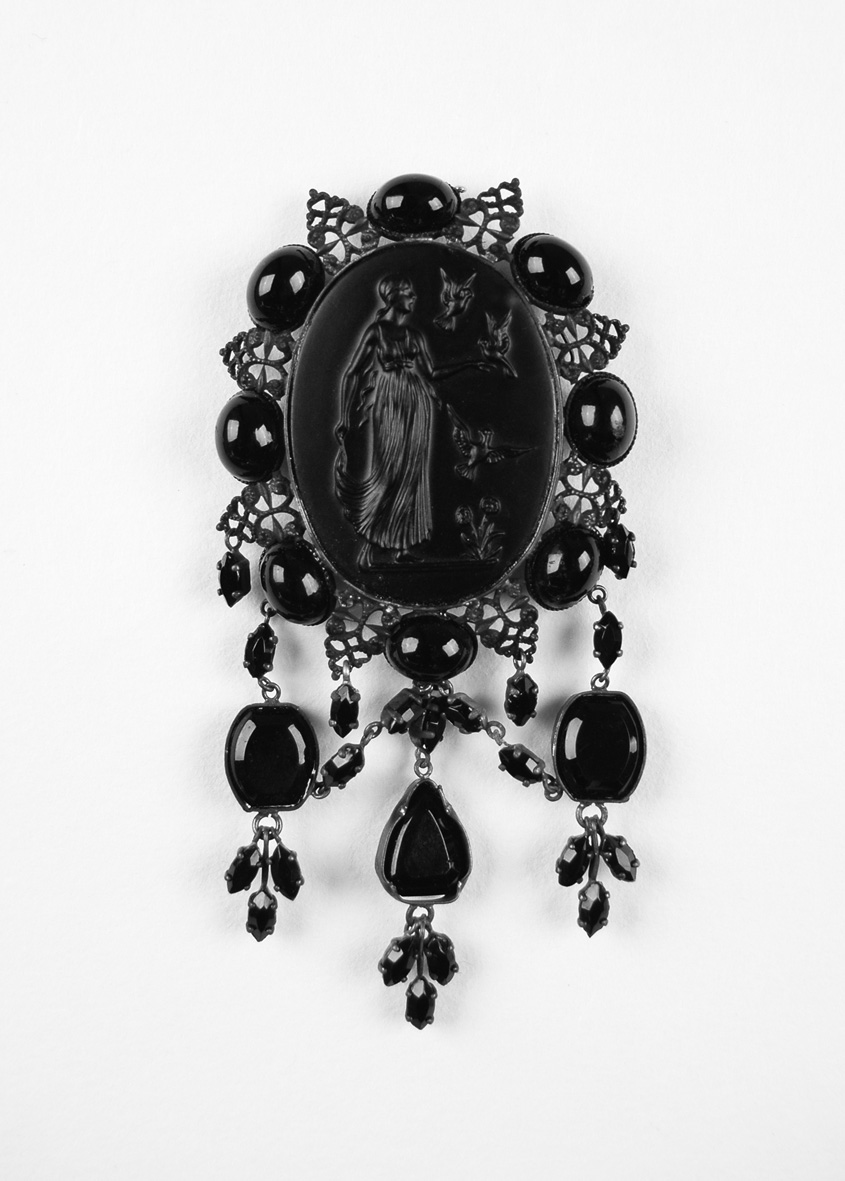
Gagatowa biżuteria żałobna

Ma znaczenie kolekcjonerskie, od dawna stosowany do wyrobu biżuterii żałobnej. Ozdoby takie często nazywa się dżetami (jet – angielska nazwa gagatu). Daje się łatwo polerować, obrabiany jest ręcznie.
W farmacji do początku XIX w. wykorzystywany okazjonalnie jako źródło smoły wchodzącej w skład balsamów przeciw histerii. Łacińska nazwa recepturowa: gagates.